# Station Asashiobashi
Station Asashiobashi (朝潮橋駅, Asashiobashi-eki) is een metrostation in de wijk Minato-ku in de Japanse stad Osaka. Het wordt aangedaan door de Chūō-lijn. Het station wordt vooral gebruikt door bezoekers van het Yahataya-park, met daarin het Osaka-zwembad en sporthal, beide gebruikt voor nationale en internationale evenementen.

## Lijnen

### Chūō-lijn(stationsnummer C12)
| 1 | ■ Chūō-lijn | richting Bentenchō, Hommachi, Morinomiya en Nagata |
| 2 | ■ Chūō-lijn | richting Cosmosquare                               |

## Geschiedenis
Het station werd in 1961 geopend aan metrolijn 1, thans de Chūō-lijn. Het maakte deel uit van een algehele verlenging vanaf Bentenchō naar Ōsakakō.

## Overig openbaar vervoer
Bussen 44A, 60 en 88

## Stationomgeving
- Yahataya-park
  - Osaka-zwembad
  - Gemeentelijke sporthal van Osaka
- Yahataya-winkelcentrum
- Autoweg 172